# Brooklyn Baby
"Brooklyn Baby" é uma canção da cantora e compositora americana Lana Del Rey para o seu terceiro álbum de estúdio, Ultraviolence. A canção Brooklyn Baby foi escrita por Lana Del Rey e Barrie O'Neill, enquanto a produção ficou encarregada por Dan Auerbach. A canção foi lançada em 8 de junho de 2014 pela Polydor Records e pela Interscope Records, como o terceiro single promocional de Ultraviolence.

## Composição
Miriam Coleman da revista Rolling Stone descreveu os vocais de Lana como "ofegantes", um tipo de melodia com características da reminiscência de 1960 em girlbands. Na canção, Lana ridiculariza a subcultura hipster, referenciando-se a vários clichês sobre eles, Brooklyn e a Geração Y. Del Rey disse que escreveu a música com Lou Reed em sua mente. Ela deveria trabalhar com ele, voando para Nova York para se encontrarem, porém ele morreu no dia em que chegou. Ele é referenciado no verso "e o meu namorado em uma banda/ele toca guitarra enquanto eu canto Lou Reed".

## Críticas
Miriam Coleman da revista Rolling Stone descreveu deveu a canção como uma "canção de sonho, com vocais sussurrados e uma melodia antes de passar para uma tipicamente lânguida, sonhadora paisagem sonora de Del Rey". Duncan Cooper da publicação musical The Fader, afirmou que "Brooklyn Baby" é a faixa de destaque do álbum, apontando para a "estranha auto-confiança", como no verso: "sim, meu namorado é muito legal/mas ele não é tão legal quanto eu". Sharan Shetty, da revista norte-americana Slate, não gostou da falta de "grandes ganchos vocais em borracha", e observou que a "languidez suave" de Del Rey fica tedioso as vezes, e ao mesmo tempo ele elogia a melodia da canção.

## Créditos
Créditos adaptados das informações do álbum Ultraviolence.
Créditos de performance
- Lana Del Rey - vocais e vocais de fundo
- Seth Kaufman - vocais de fundo

Instrumentos
- Dan Auerbach - guitarra elétrica
- Seth Kaufman - guitarra elétrica e percussão
- Leon Michels - mellotron, tamborim, percussão e saxofone tenor
- Nick Movshon - contra-baixo e bateria
- Russ Pahl - pedal steel e guitarra acústica
- Kenny Vaughan - guitarra acústica
- Maximilian Weissenfeldt - bateria

Equipe técnica e de produção
- Dan Auerbach - produção
- John Davis - masterização
- Collin Dupuis - engenharia
- Robert Orton - mixagem

## Desempenho nas tabelas musicais

### Posições
| Parada (2014)                                             | Melhor posição |
| --------------------------------------------------------- | -------------- |
| Austrália (ARIA)                                          | 35             |
| Áustria (Ö3 Austria Top 75)                               | 64             |
| Bélgica (Ultratop 50 da Valônia)                          | 32             |
| Canadá (Canadian Hot 100)                                 | 60             |
| Finlândia (Suomen virallinen lista)                       | 6              |
| França (SNEP)                                             | 33             |
| Países Baixos (Single Top 100)                            | 87             |
| Nova Zelândia (Recorded Music NZ)                         | 19             |
| Rússia — 2M                                               | 10             |
| Espanha (PROMUSICAE)                                      | 36             |
| Suíça (Schweizer Hitparade)                               | 16             |
| Reino Unido (UK Singles Chart)                            | 86             |
| Estados Unidos - Billboard Bubbling Under Hot 100 Singles | 1              |

## Histórico de lançamento
| País           | Data               | Formato          | Gravadora          |
| -------------- | ------------------ | ---------------- | ------------------ |
| Estados Unidos | 8 de junho de 2014 | Download digital | Interscope Records |